# ترانس-۳-متیل-۲هگزنویک اسید
ترانس-۳-متیل-۲هگزنویک اسید (به انگلیسی: Trans-3-Methyl-2-hexenoic acid) یک ترکیب شیمیایی با شناسه پاب‌کم ۶۴۴۳۷۳۹ است.